# Veľký Biel
Veľký Biel (allemand : Ungarisch-Biel ) est un village de Slovaquie situé dans la région de Bratislava.

## Histoire
Première mention écrite du village en 1323.
La localité fut annexée par la Hongrie après le premier arbitrage de Vienne le 2 novembre 1938. En 1938, on comptait 1631 habitants dont 25 juifs. Elle faisait partie du district de Galanta, en hongrois Galántai járás. Le nom de la localité avant la Seconde Guerre mondiale était Maďarský Bél/Magyar-Bél. Durant la période 1938 -1945, le nom hongrois Magyarbél était d'usage. À la libération, la commune a été réintégrée dans la Tchécoslovaquie reconstituée.
Le hameau de Malý Biel était une commune autonome en 1938. Il comptait 290 habitants en 1938dont 7 juifs. Elle faisait partie du district de Galanta, en hongrois Galántai járás. Le nom de la localité avant la Seconde Guerre mondiale était Nemecký Bél/Német-Bél. Durant la période 1938 -1945, le nom hongrois Németbél était d'usage.

## Démographie

### Évolution de la population
| Année:               | 1994. | 2004.    | 2014.    | 2024.    |
| -------------------- | ----- | -------- | -------- | -------- |
| Nombre de personnes: | 1998  | 2203     | 2427     | 3064     |
| Différence:          |       | +10,26 % | +10,16 % | +26,24 % |

| Année:               | 2023. | 2024.   |
| -------------------- | ----- | ------- |
| Nombre de personnes: | 3035  | 3064    |
| Différence:          |       | +0,95 % |